# آب‌بید حاجی‌بابا
آبید حاجی‌بابا، روستایی از توابع بخش مرکزی شهرستان گتوند در استان خوزستان ایران است.این روستا از اکثریت دو طایفه بختیاری به نام های 'زیلایی' و 'مشهدی مرداسی' تشکیل شده است.از زمان های نخست تشکیل این روستا مردی از طایفه ی زیلایی بنام آ علی رحم فرجی بود که در کنار یک چشمه به ساخت خانه مشغول شد که بعد از مدتی به شکل روستا در آمد.
از جاذبه های دیدنی این روستا می توان از چشمه ی زیبای آن نام برد و دیگر جای دیدنی آن معروف به 'چار حوضون' می باشد که متشکل از چهار حوضچه می بود که مردم قدیم می گویند که هر کدام از این حوضچه ها برای یک نوع بیماری پوستی مفید بود.
شغل مردم روستا دامداری و کشاورزی می باشد.

## جمعیت
این روستا در دهستان کیارس قرار دارد و براساس سرشماری مرکز آمار ایران در سال ۱۳۸۵، جمعیت آن ۳۳۶ نفر (۵۳خانوار) بوده‌است.